# Liste des sous-marins de l'Indonésie
La liste des sous-marins de l'Indonésie regroupe les sous-marins commandés ou exploités par la marine indonésienne au fil des ans. Ils sont regroupés par classe, et au sein de la classe, triés par numéro de fanion.

## Sous-marins retirés du service

### classe Whiskey
L’Indonésie a établi son service sous-marin en 1959 et exploitait autrefois une force sous-marine de 12 navires de classe Whiskey achetés à l’Union soviétique dans les années 1960 et 1970. L’Indonésie est devenue le premier pays d’Asie du Sud-Est à exploiter des sous-marins, avec l’achat en 1959 à l’Union soviétique (via la Pologne) de deux sous-marins de classe Whiskey fabriqués en Union soviétique : le KRI Tjakra (S-01) et le KRI Nanggala (402). Durant la décennie suivante, marquée par une importante modernisation de la marine indonésienne, dix autres sous-marins de classe Whiskey ont été achetés en 1962. Tous les bateaux ont été livrés de 1959 à 1962. Au moins deux de ces unités n’ont été achetées que pour des pièces de rechange,.
- KRI Tjakra (401) : acheté via la Pologne en août 1959[1].
- KRI Nanggala (402), acheté via la Pologne en août 1959[1] et rayé des contrôles en 1972.
- KRI Nagabanda (403)[5]
- KRI Trisula (404)[5]
- KRI Nagaransang (405)
- KRI Alugoro (406) : ce sous-marin a été utilisé lors de l’opération Trikora en 1962[6].
- KRI Tjandrasa (407)[5]
- KRI Tjundamani (408)
- KRI Widjajadanu (409)
- KRI Pasopati (410)[7] mis hors service en 1990 et conservé comme navire musée au centre-ville de Surabaya[5],[8].
- KRI Hendradjala (411)
- KRI Bramastra (412)

Après la chute de Soekarno en 1967, la marine indonésienne a commencé à se détourner de l’équipement soviétique et à se tourner vers la technologie occidentale. Les derniers sous-marins classe Whiskey ont été désarmés vers 1990. Les KRI Tjakra (401) et KRI Nanggala (S-02) ayant été retirés du service, ils ont remplacés par les KRI Cakra (401) et KRI Nanggala (402) de type 209/1400 allemand.

## Sous-marins en service

### Type 209-1300 (classe Cakra)
Ces navires ont été commandés en 1977 par l’intermédiaire de l’équipe du projet d’approvisionnement des navires (Yekdakap), dirigée par le contre-amiral de la Tentara Nasional Indonesia Angkatan Laut (TNI-AL) Mochtar. Ce sont des modèles ouest-allemands de type 209/1300, désignés localement comme classe Cakra.
Ces sous-marins d’attaque diesel-électriques mesurent 59,5 mètres de long avec un maître-bau de 6,2 mètres. Ils peuvent atteindre 21,5 nœuds en immersion. Ils peuvent rester immergés pendant environ 50 jours sans faire surface. Leurs systèmes d’armes sont capables de tirer des torpilles. Depuis la fin des années 1990, l’Indonésie n’a cessé de moderniser divers aspects de sa structure militaire. Les sous-marins de la classe Cakra ont subi d’importants carénages à différentes occasions, d’abord par la société allemande Howaldtswerke-Deutsche Werft (HDW) et plus tard par Daewoo Shipbuilding & Marine Engineering (DSME) en Corée du Sud. Ces réaménagements ont entraîné la modernisation des systèmes de propulsion ainsi que des systèmes de détection et de navigation. En outre, DSME a ajouté de nouveaux systèmes de conduite de tir et de combat.
- KRI Cakra (401), mis en service en mars 1981.
- KRI Nanggala (402), mis en service en juillet 1981, disparu en mer de Bali le 21 avril 2021 avec tout son équipage [10],[11].

### Classe Chang Bogo
Le 20 décembre 2011, le ministère de la Défense indonésien a signé un contrat d’une valeur de 1,1 milliard de dollars avec DSME pour augmenter sa flotte de trois sous-marins d’attaque diesel-électriques de type 209/1400 d’ici 2020,.
Ces sous-marins sont une évolution du type 209/1200 allemand, qui avait été construit pour la marine de la République de Corée dans les années 1980-1990 (classe Chang Bogo). Le projet DSME 1400 est une mise à niveau du type 209/1200 construit sous licence, avec une longueur augmentée (jusqu’à 61,2 mètres) et un déplacement accru (environ 1 400 tonnes sous l’eau). Ces sous-marins ont un maître-bau de 6,3 mètres et peuvent atteindre 21,5 nœuds sous la surface de l’eau. Ils peuvent naviguer en immersion plus de 50 jours sans faire surface, et accueillir 40 membres d’équipage, plus une équipe d’élite des forces de la marine pour soutenir ses fonctions opérationnelles. Leurs systèmes d’armes peuvent tirer des missiles anti-navires et des torpilles.
Les deux premiers navires ont été construits en Corée du Sud. Le troisième navire a été construit localement (en fait assemblé à partir de sections préfabriquées) par le constructeur naval public indonésien Perseroan Terbatas Penataran Angkatan Laut (PT PAL Indonesia) avec une assistance technique de Corée du Sud. Ils sont appelés localement classe Nagapasa, du nom du navire de tête.
- KRI Nagapasa (403) : lancé le 24 mars 2016 au chantier naval Daewoo et livré en 2017[13], il est arrivé en Indonésie le 28 août 2017.
- KRI Ardadedali (404) : lancé le 24 octobre 2016 au chantier naval Daewoo et mis en service en avril 2018, il est transféré à la marine indonésienne le 25 avril 2018, arrivant en Indonésie en juin 2018.
- KRI Alugoro (405) : lancé en avril 2019[15],[16],[17], il est le premier sous-marin de construction indonésienne. Il est remis à la marine indonésienne le 17 mars 2021 lors d’une cérémonie organisée au chantier naval local PT-PAL à Surabaya. Cela fait de lui le premier sous-marin jamais construit en Asie du Sud-Est. Le ministre de la Défense indonésien Prabowo Subianto a déclaré que cela constituait une étape historique[14].

Le lendemain de la livraison du KRI Alugoro, le 12 avril 2021, l’Indonésie a signé un contrat de 1,02 milliard de dollars avec DSME pour l’acquisition de trois sous-marins supplémentaires de 1 400 tonnes, type DSME 1400.
La marine indonésienne ayant rencontré de graves problèmes avec ses sous-marins de la classe Chang Bogo, elle a décidé en avril 2020 d’annuler ce contrat avec DSME pour la construction de trois sous-marins supplémentaires. La principale raison derrière la décision du ministère de la Défense est de réduire les dépenses de défense dans un contexte d’anticipation d’une réduction des budgets de défense dans les années à venir.
Début avril 2013, la marine indonésienne a ouvert la base navale de Palu sur la côte ouest de l'île de Célèbes, pour servir de principale base sous-marine de la marine. Le chef d’état-major de la marine, l’amiral Marsetio, a expliqué que la base navale de Palu est bien placée pour projeter la puissance indonésienne dans la région d’Ambalat, située à seulement 550 km et qui est le théâtre d’un différend territorial en cours avec la Malaisie. Mais le 28 septembre 2018, un tsunami a frappé Célèbes, endommageant la base navale et interrompant les plans de déploiement des sous-marins de classe Nagapasa,.

## Sous-marins planifiés

### classe Scorpène
Le choix se porte finalement sur la France. L'Indonésie se déclare en effet intéressée par l’achat de deux sous-marins à propulsion conventionnelle (diesel-électrique) français de classe Scorpène conçus par le constructeur Naval Group. En parallèle de l’annonce de l’achat par l’Indonésie de 42 avions de combat Dassault Rafale, il a été annoncé la signature, le 10 février 2022, d’un accord de coopération de recherche et développement dans le domaine des sous-marins entre Naval Group et le constructeur naval indonésien PT PAL. Le ministre de la Défense de l’Indonésie, le général Prabowo Subianto, et la ministre des Armées française Florence Parly étaient tous deux présents à la signature de l’accord. Cet accord prévoit l’ouverture d’un centre de recherche et développement commun aux deux industriels, impliquant d’autres entreprises indonésiennes. À ce stade des négociations, aucune commande ferme de sous-marins n’a encore été passée, mais l’accord devrait déboucher sur l’acquisition de deux sous-marins Scorpène, d’après le général Subianto.
Si ce projet se concrétise, l'Indonésie rejoindrait ainsi les « club » des quatre clients qui ont déjà acheté des sous-marins Scorpène : le Chili, la Malaisie, le Brésil et l’Inde. Les Philippines se sont montrées également intéressées par ce sous-marin de nouvelle génération. La technologie française semble très appréciée dans la zone Asie-Pacifique, où Naval Group a déjà vendu des sous-marins Scorpène à deux pays, l’Inde et la Malaisie. Ces sous-marins d’attaque à propulsion conventionnelle sont capables d’emporter 18 torpilles ou missiles antinavires MBDA SM39 Exocet.
Naval Group a proposé à la marine indonésienne une version modifiée du Scorpène, réalisée pour la marine brésilienne, la classe Riachuelo. Quatre unités ont été commandées en 2009 par le Brésil. La première a été lancée en décembre 2018, et la dernière devrait entrer en service en 2022. Cette variante serait en effet bien adaptée aux besoins de l’Indonésie. C’est un sous-marin de 1 800 tonnes, avec une longueur hors-tout de 75 mètres et un maître-bau de 6,2 m. Son équipage est de 31 hommes dont 6 officiers. Il peut plonger jusqu’à 350 m. Son armement se compose de tubes lance- torpilles de 533 mm, capables de tirer indifféremment des torpilles lourdes F21 et des missiles Exocet SM39 Block 2 Mod 2.
Les deux parties visent à finaliser un contrat d’achat avant la mi-2022. Ce contrat, contrairement au protocole d’accord récemment signé, devrait faciliter l’intégration des armes et des systèmes à bord des sous-marins, ainsi que la formation pour l’exploitation, la construction et le maintien en condition opérationnelle. Il est entendu que le contrat en cours pourrait être suivi par un autre accord, portant sur la construction en Indonésie de deux sous-marins Scorpène supplémentaires.